# Toholampi
Toholampi is een gemeente in de Finse provincie West-Finland en in de Finse regio Centraal-Österbotten. De gemeente heeft een landoppervlakte van 608,98 km² en telt 2.903 inwoners (2022).